# Gare de Saint-Rambert-d'Albon
Ne doit pas être confondu avec Gare de Saint-Rambert-en-Bugey.
La gare de Saint-Rambert-d'Albon est une gare ferroviaire française des lignes de Paris-Lyon à Marseille-Saint-Charles, de Saint-Rambert-d'Albon à Rives et de Firminy à Saint-Rambert-d'Albon, située sur le territoire de la commune de Saint-Rambert-d'Albon, dans le département de la Drôme, en région Auvergne-Rhône-Alpes.
Elle est ouverte en 1855 par la Compagnie du chemin de fer de Lyon à la Méditerranée (LM), avant de devenir une gare de la Compagnie des chemins de fer de Paris à Lyon et à la Méditerranée (PLM) en 1857.
C'est une gare de la Société nationale des chemins de fer français (SNCF), desservie par des trains TER Auvergne-Rhône-Alpes et de fret.

## Situation ferroviaire
Établie à 144 mètres d'altitude, la gare de bifurcation de Saint-Rambert-d'Albon est située au point kilométrique (PK) 571,729 de la ligne de Paris-Lyon à Marseille-Saint-Charles, entre les gares ouvertes du Péage-de-Roussillon et de Saint-Vallier-sur-Rhône.
Elle est également, l'aboutissement au PK 84,263 de la ligne de Firminy à Saint-Rambert-d'Albon (partiellement exploitée en trafic fret) et l'origine de la ligne de Saint-Rambert-d'Albon à Rives partiellement exploitée en trafic fret).

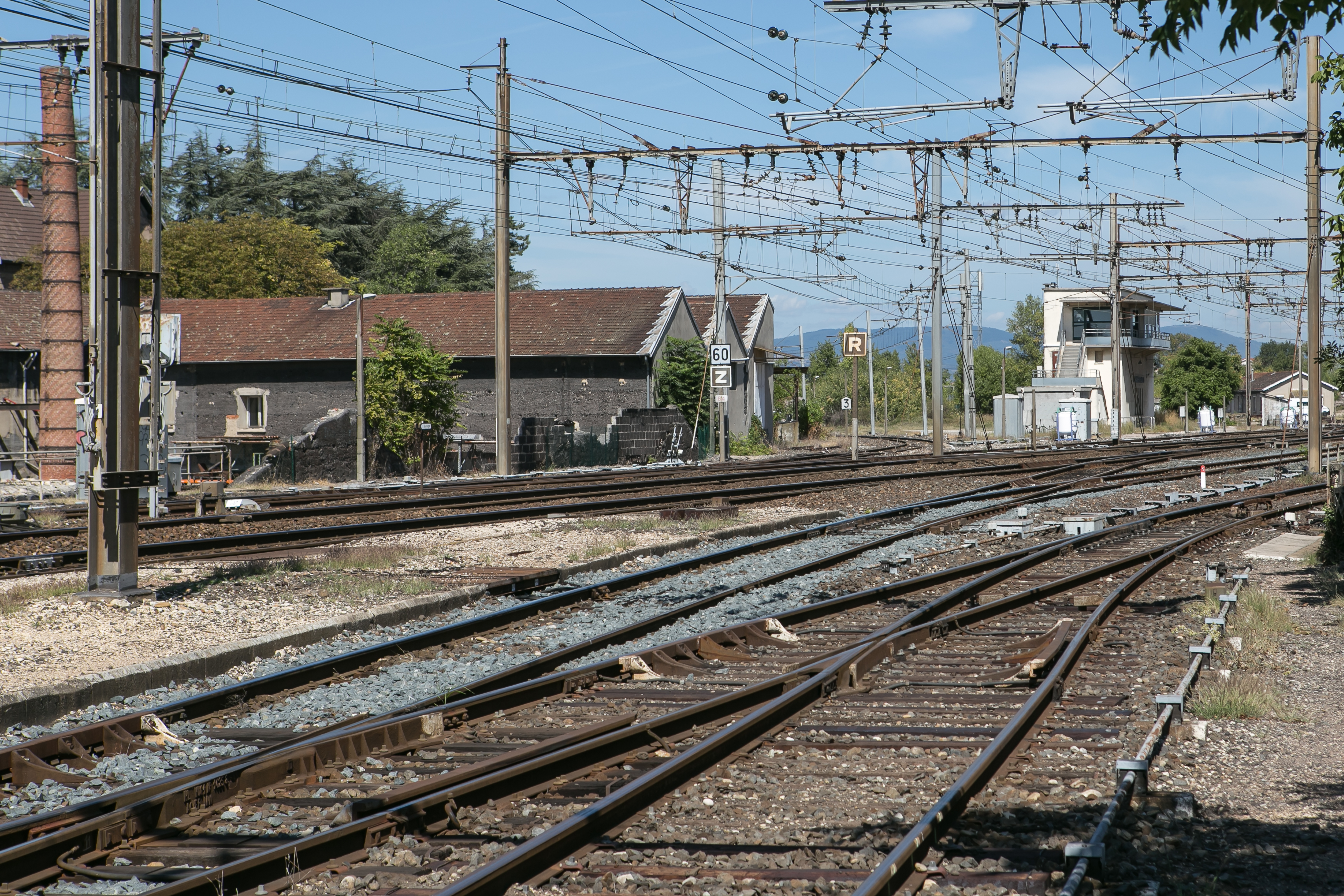
Vue des voies au nord de la gare, et, à l'arrière-plan, derrière le poste d'aiguillage, la voie en provenance de Firminy de la ligne de Firminy à Saint-Rambert-d'Albon.
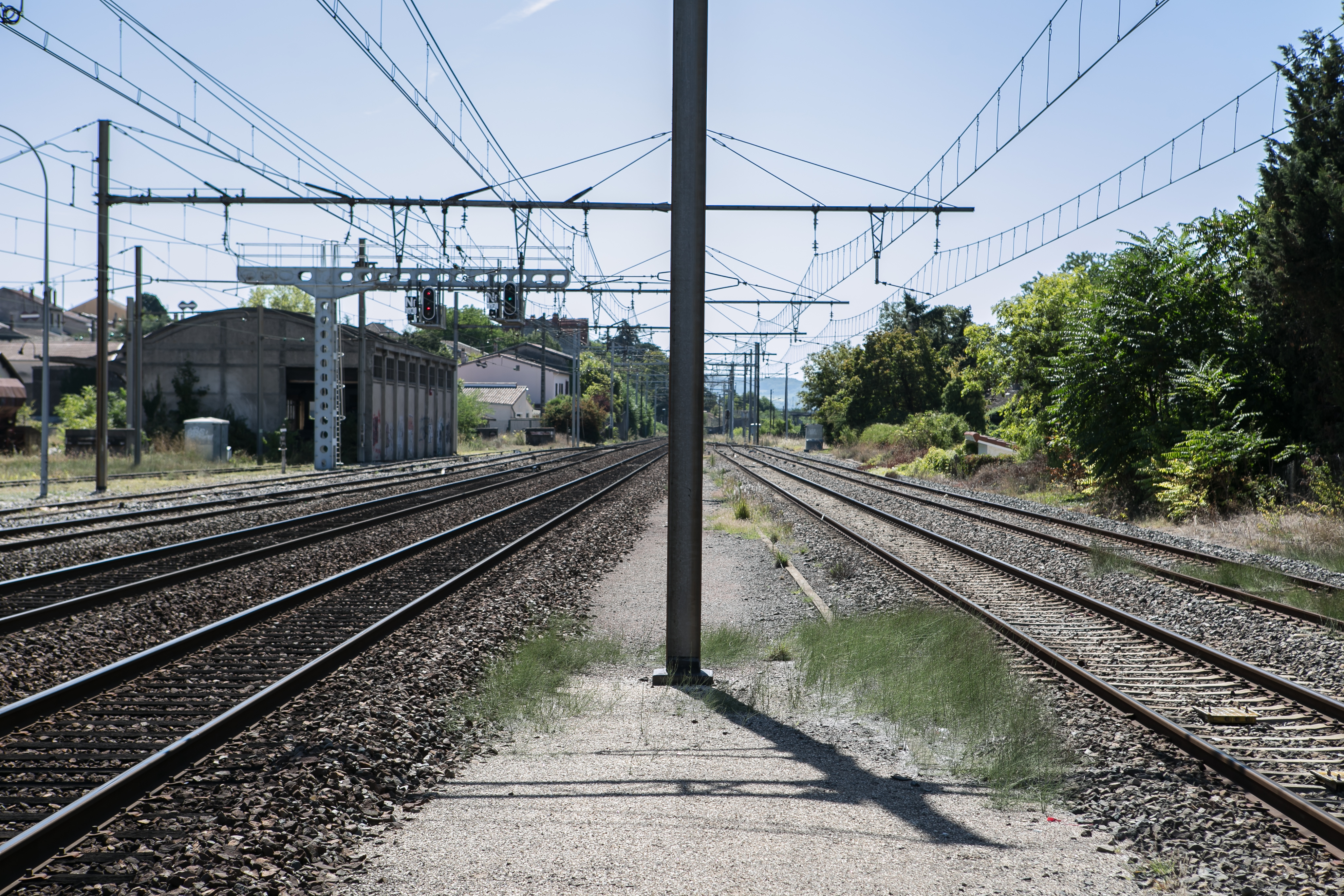
Vue des voies au sud de la gare.
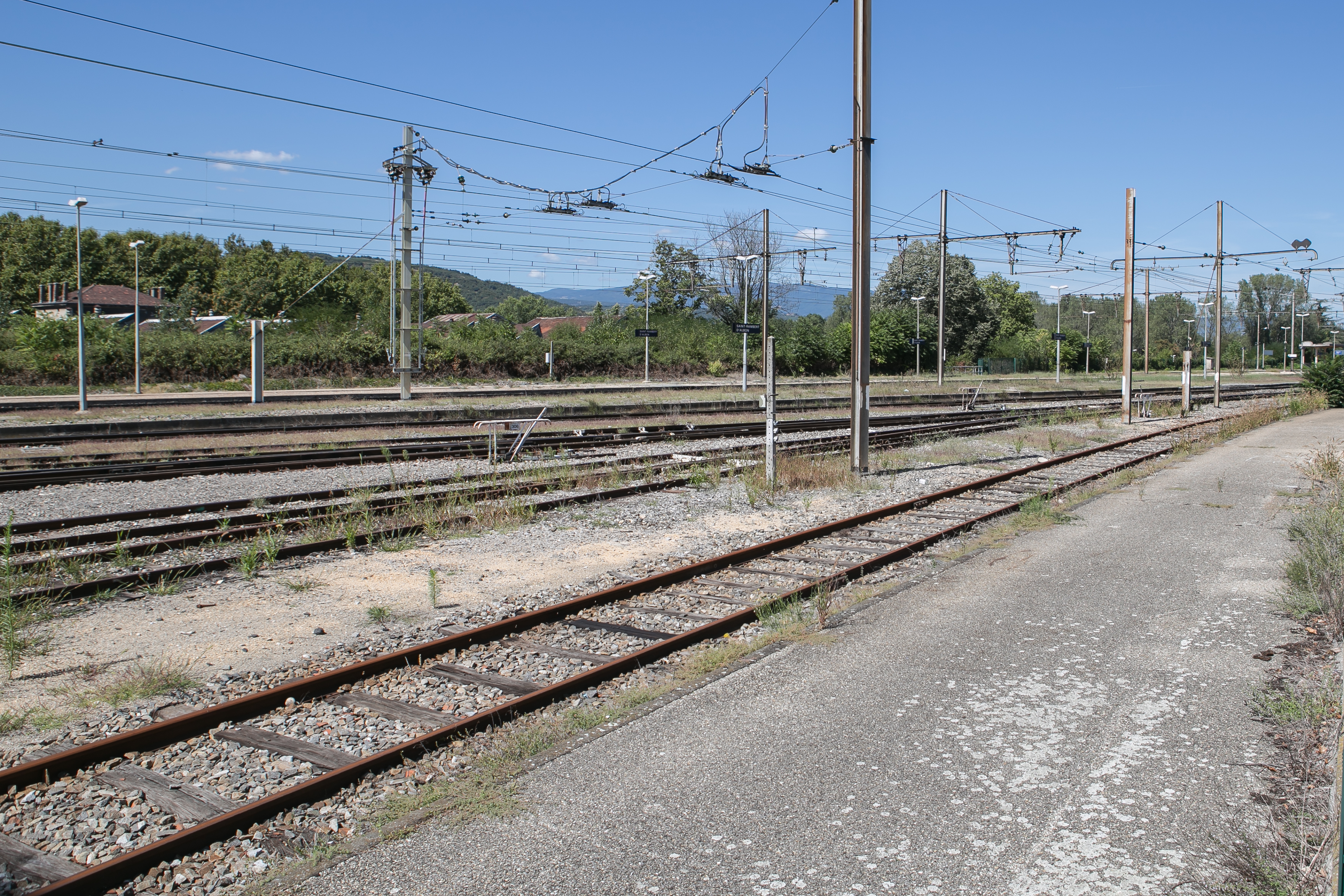
Vue des voies au sud de la gare, et, au premier plan, la voie en direction de Rives de la ligne de Saint-Rambert-d'Albon à Rives.

## Histoire

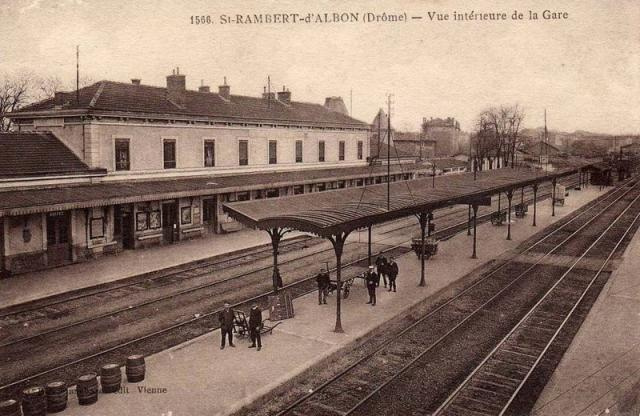
Ancienne carte postale montrant l'intérieur de la gare au début du XXe siècle.

La gare de Saint-Rambert-d'Albon est mise en service le 16 avril 1855 par la Compagnie du chemin de fer de Lyon à la Méditerranée, lorsqu'elle ouvre à l'exploitation la section de Lyon (La Guillotière) à Valence, dernière lacune de sa ligne.
Elle devient une gare de bifurcation le 5 novembre 1856 lors de l'ouverture à l'exploitation de la section de Saint-Rambert à Rives par la Compagnie du chemin de fer de Saint-Rambert à Grenoble.
En 1857, elle devient une gare du réseau de la Compagnie des chemins de fer de Paris à Lyon et à la Méditerranée (PLM), créée par une fusion incluant notamment la compagnie primitive.
Elle prend encore de l'importance lors de l'ouverture d'un nouvel embranchement le 29 octobre 1869 par la Compagnie du PLM, lorsqu'elle ouvre à l'exploitation le premier tronçon de Saint-Rambert-d'Albon à Annonay.

## Fréquentation
De 2015 à 2023, selon les estimations de la SNCF, la fréquentation annuelle de la gare s'élève aux nombres indiqués dans le tableau ci-dessous.
| Année                     | 2015    | 2016    | 2017    | 2018    | 2019    | 2020    | 2021    | 2022    | 2023    |
| ------------------------- | ------- | ------- | ------- | ------- | ------- | ------- | ------- | ------- | ------- |
| Voyageurs                 | 283 897 | 287 389 | 296 022 | 271 816 | 285 747 | 198 906 | 248 488 | 338 699 | 374 027 |
| Voyageurs + non voyageurs | 354 871 | 359 236 | 370 028 | 339 771 | 357 184 | 248 632 | 310 611 | 423 374 | 467 534 |

## Service des voyageurs

### Accueil
Halte SNCF, Elle est équipée d'automates pour l'achat de titres de transport TER.

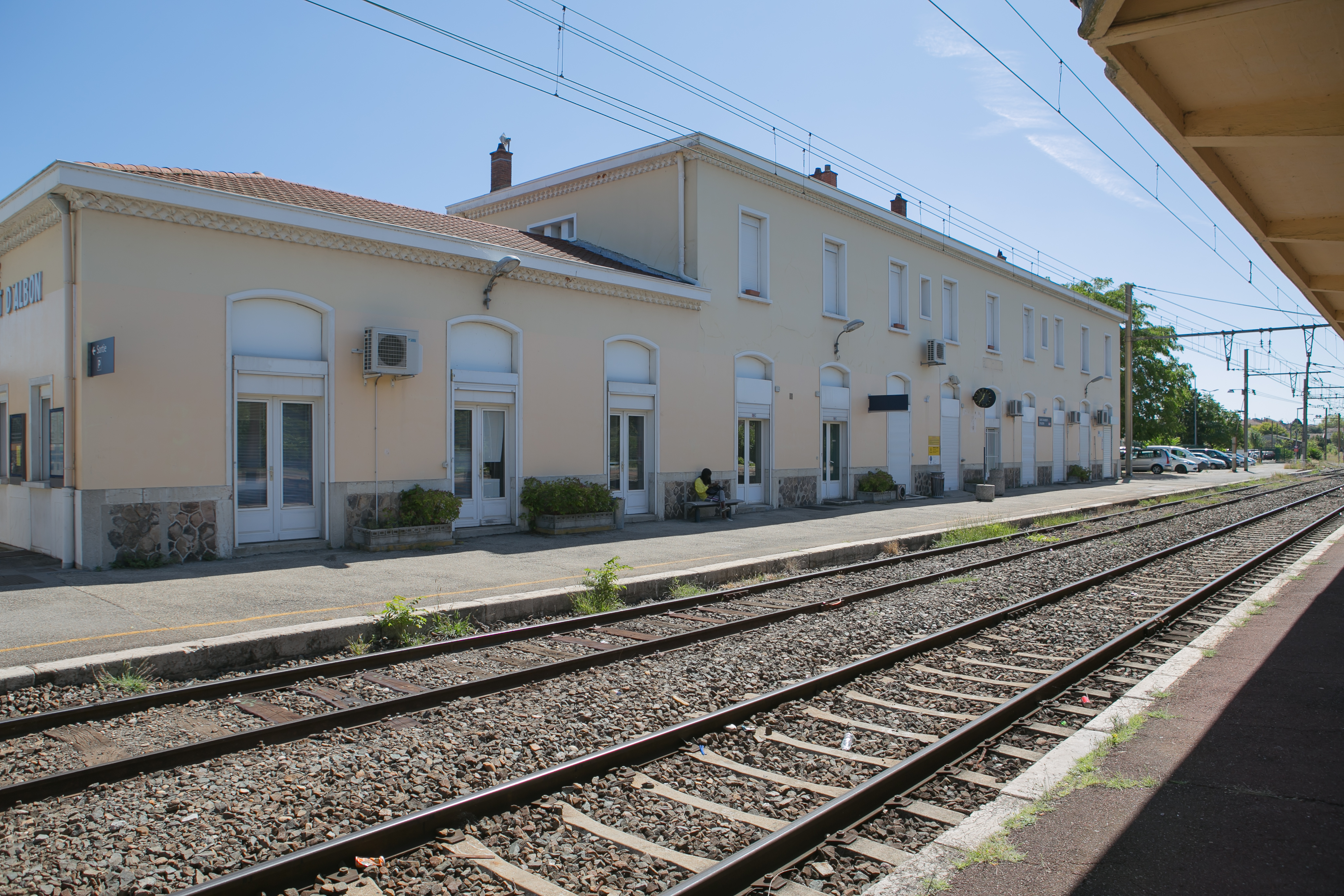
Vue du bâtiments voyageurs depuis l'intérieur de la gare (au premier plan : la voie D, au  second plan : la voie de service).
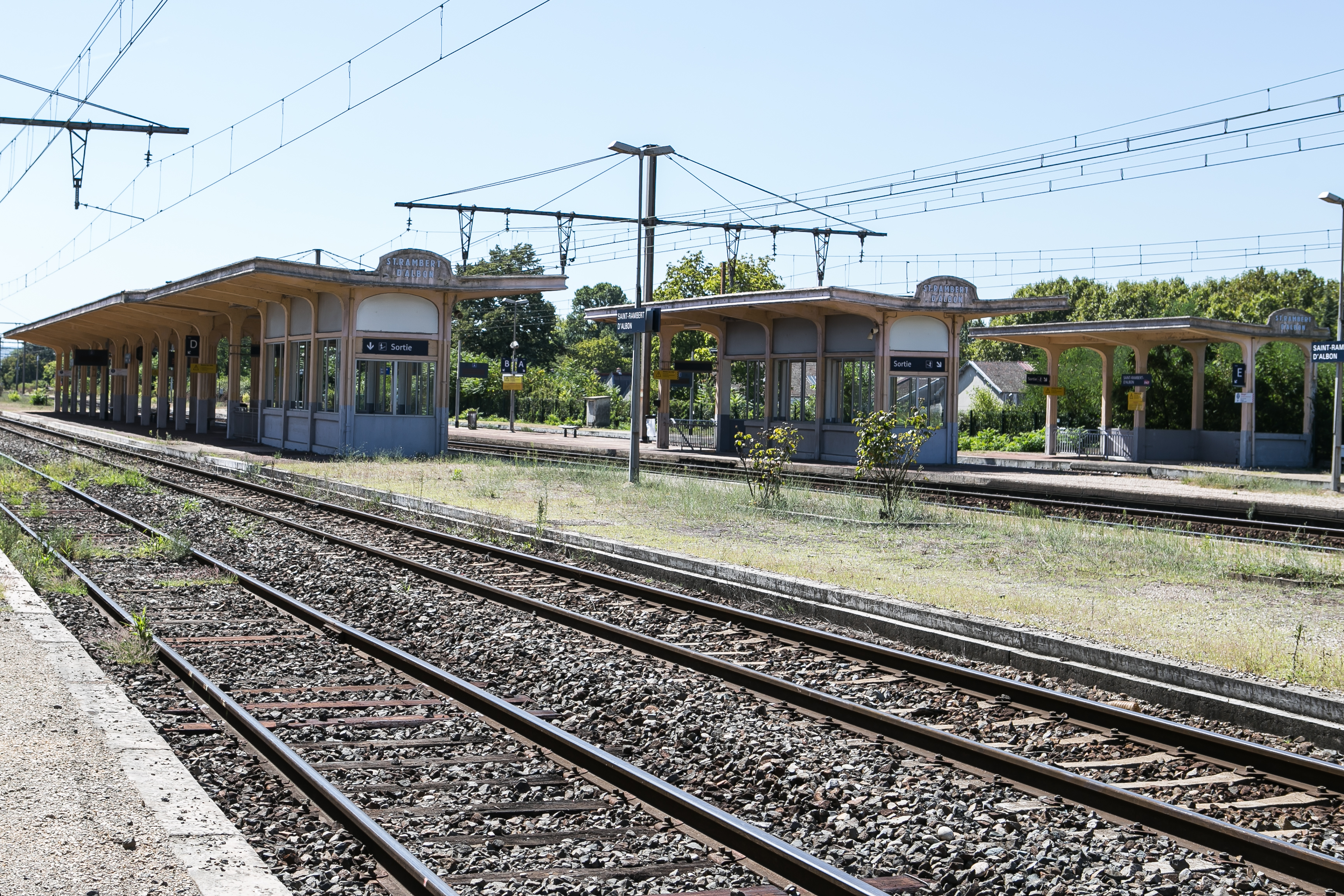
Vues des abris de quais et des voies (de gauche à droite : la voie de service et voies les D, C, B, A et E).
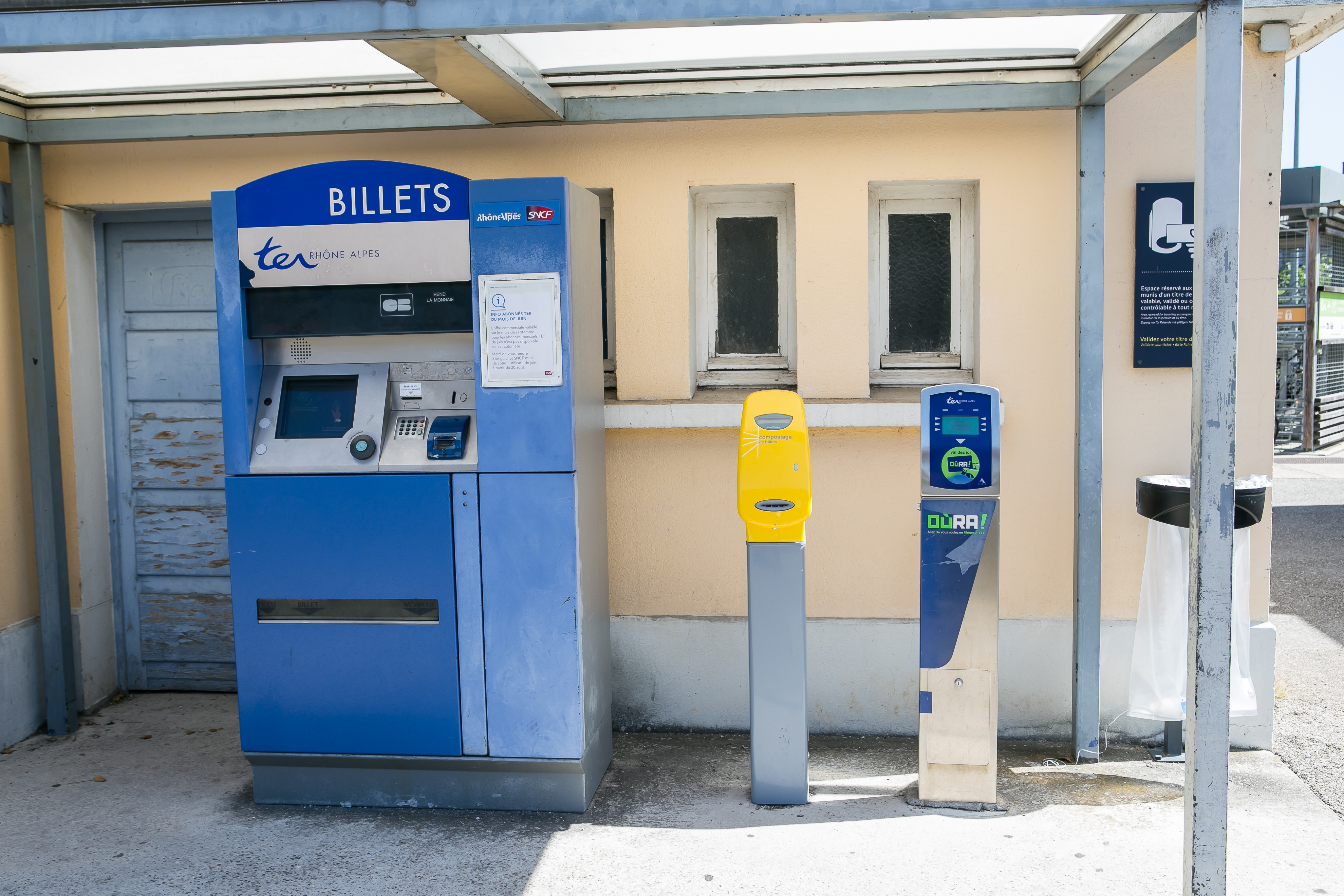
Automates pour l'achat de billet TER, compostage de tickets et validation de cartes OùRA!.

### Desserte
Saint-Rambert-d'Albon est desservie par des trains TER Auvergne-Rhône-Alpes assurant les relations entre Lyon-Perrache, ou Lyon-Part-Dieu, Lyon-Vaise ou Macon Ville et Valence-Ville, Avignon-Centre ou Marseille Saint-Charles

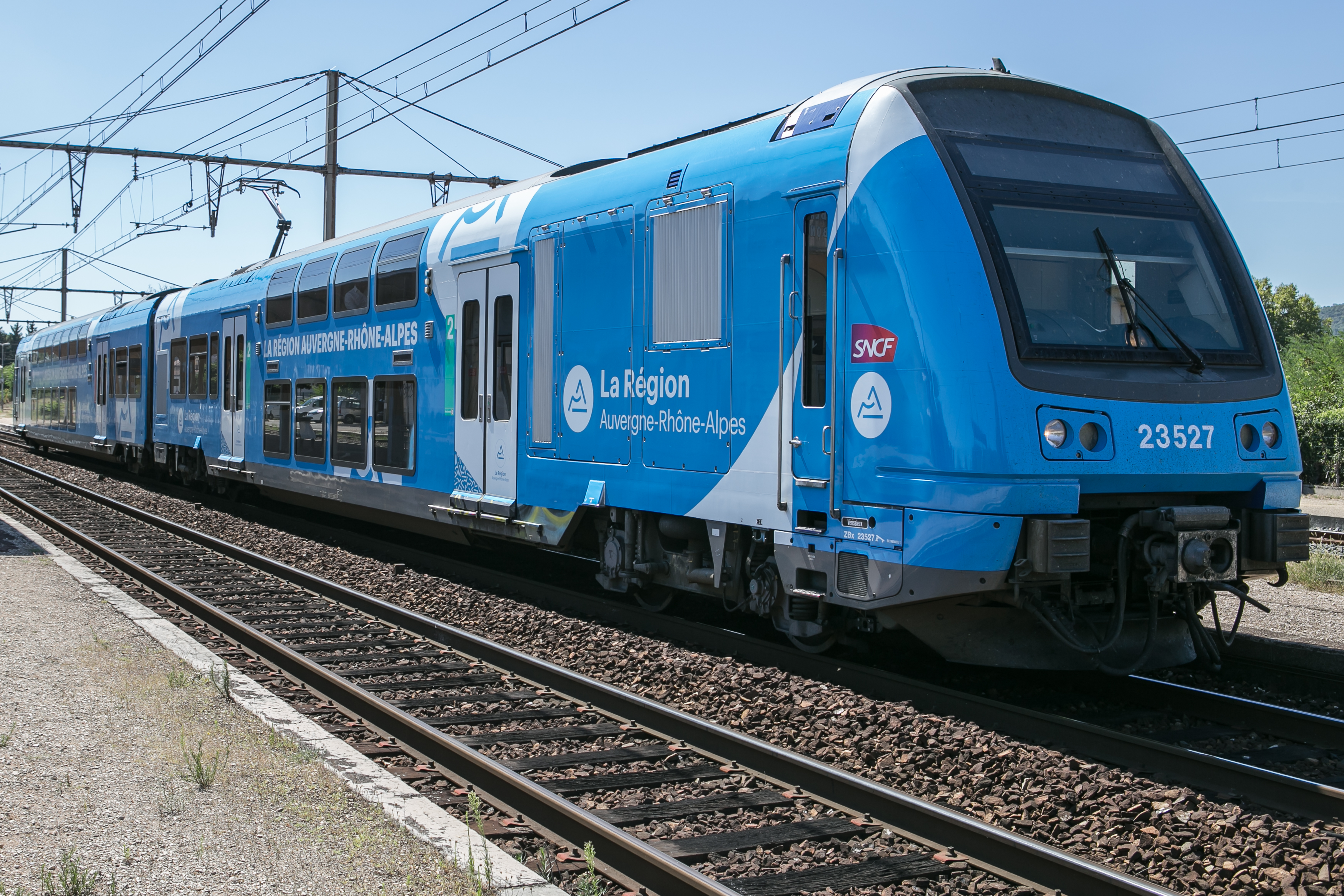
Une rame Z 23500, en direction de Lyon.
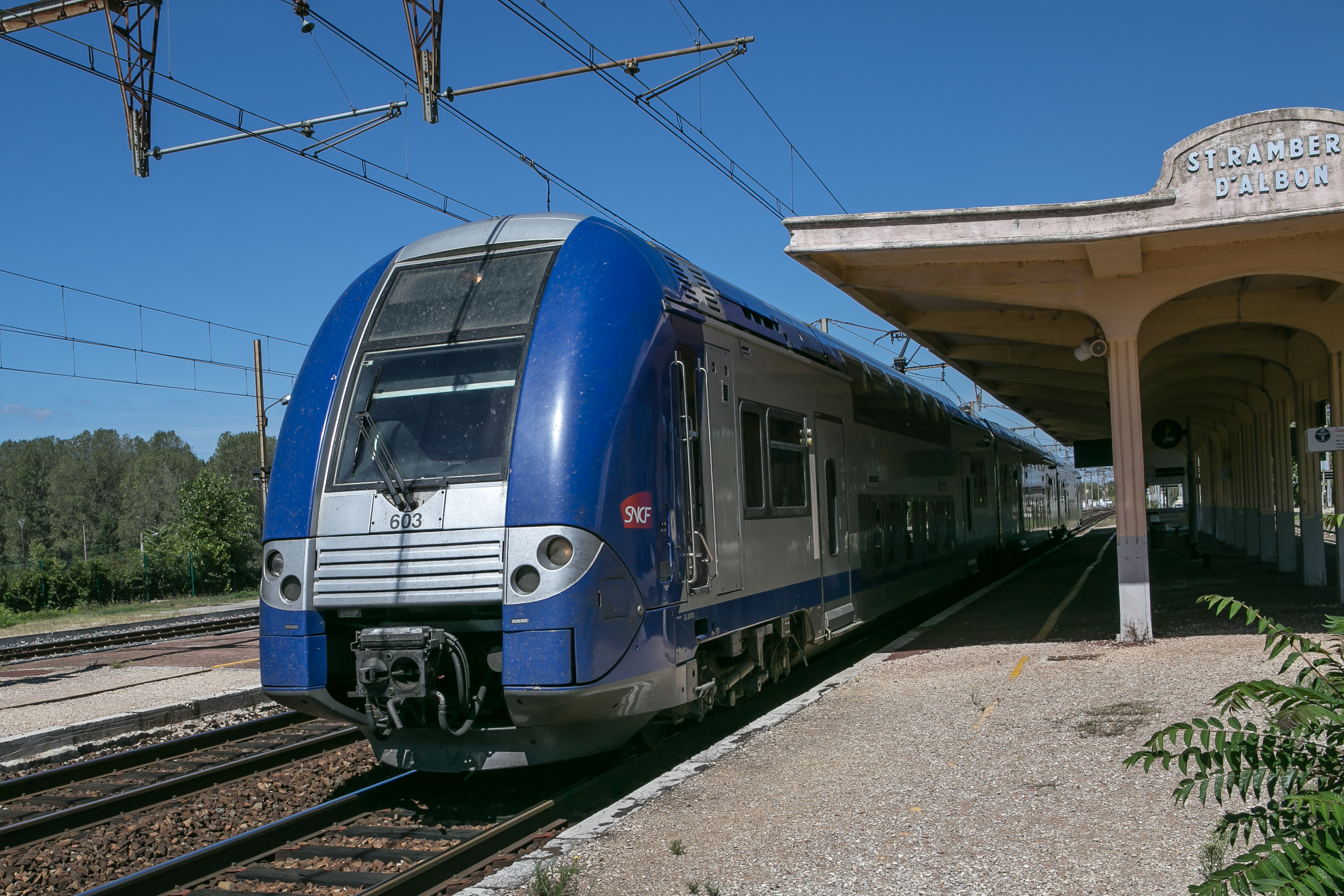
Une rame Z 24500, en direction d'Avignon.Rame Corail Réversible sur la relation Lyon Part-Dieu - Marseille Saint-Charles

### Voies et quais
La gare dispose de six voies et de quatre quais, soit d'ouest en est :
- quai latéral de la voie E ;
- voie E : divers trains (voie de l'ancienne ligne de Firminy à Saint-Rambert-d'Albon) ;
- voie A : divers trains (dont fret) ;
- quai central des voies A et B ;
- voie B : TER Auvergne-Rhône-Alpes en direction de Lyon ;
- voie C : TER en direction de Valence ;
- quai central des voies C et D ;
- voie D : divers trains (dont fret) ;
- voie de service (ancienne voie de la ligne de Saint-Rambert-d'Albon à Rives) ;
- quai latéral du bâtiment voyageurs.

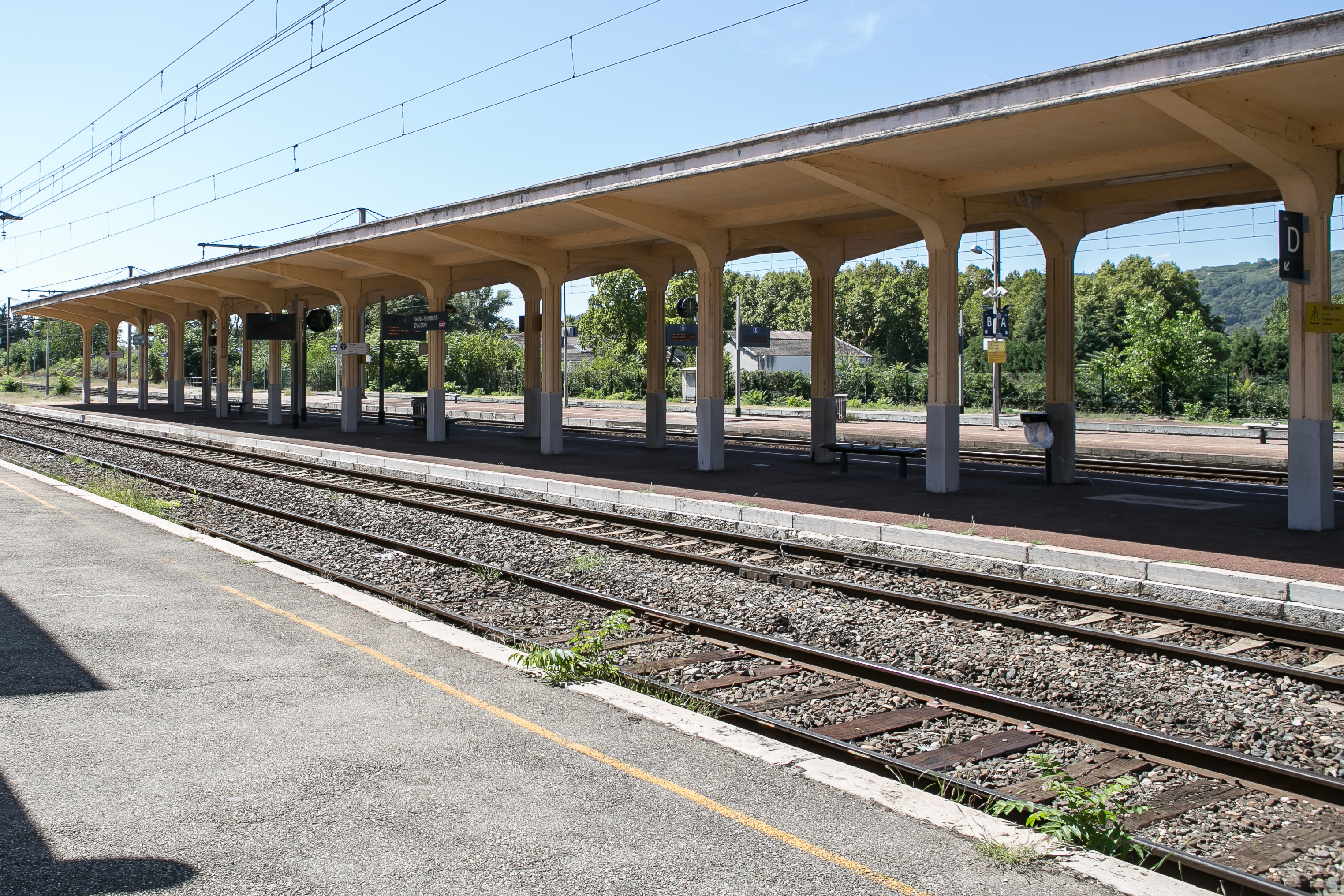
De gauche à droite : quai latéral au bâtiment voyageurs, voie de service, voie D et quai central des voies D et C.
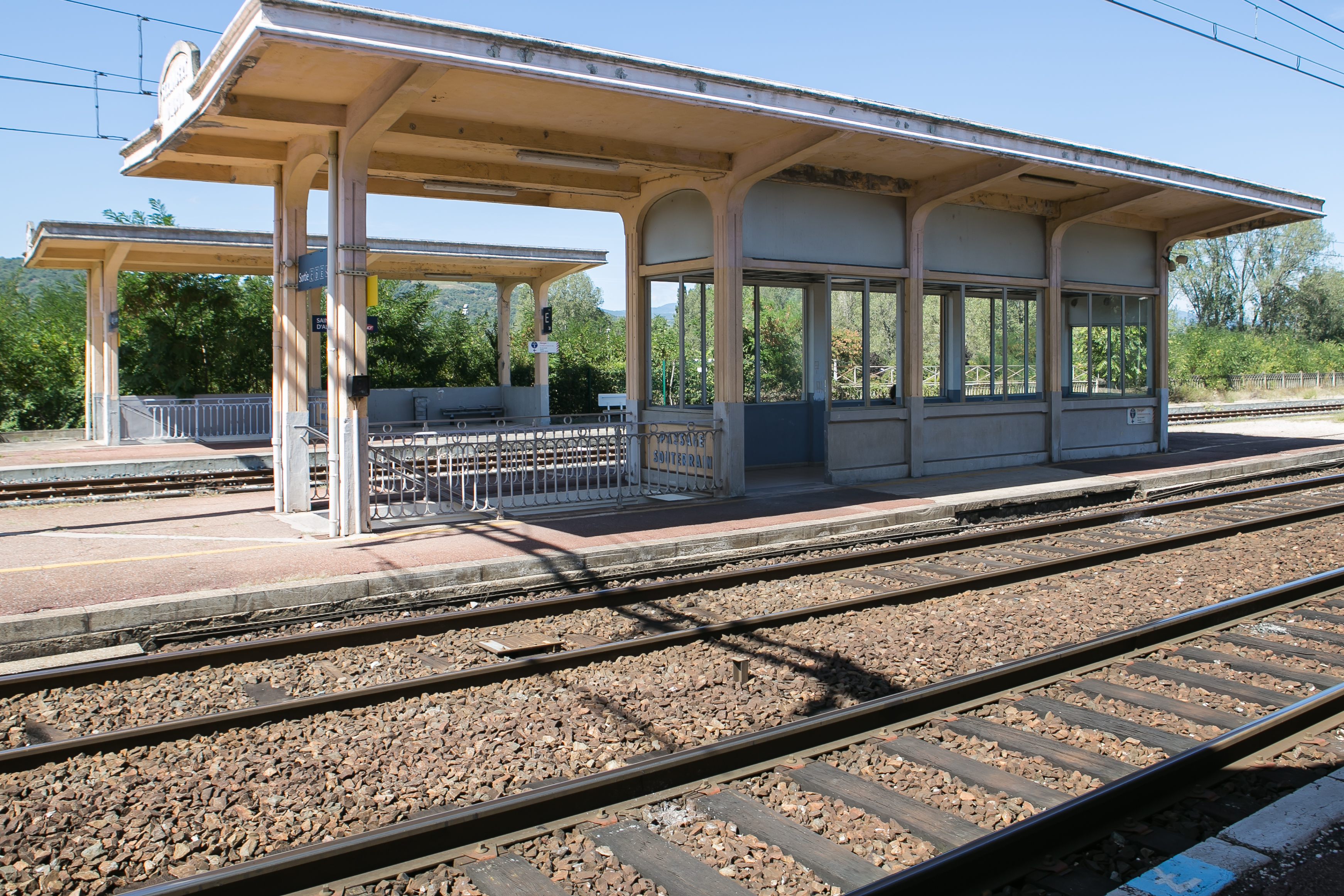
De droite à gauche : voie C, voie B et quai central des voies A et B.
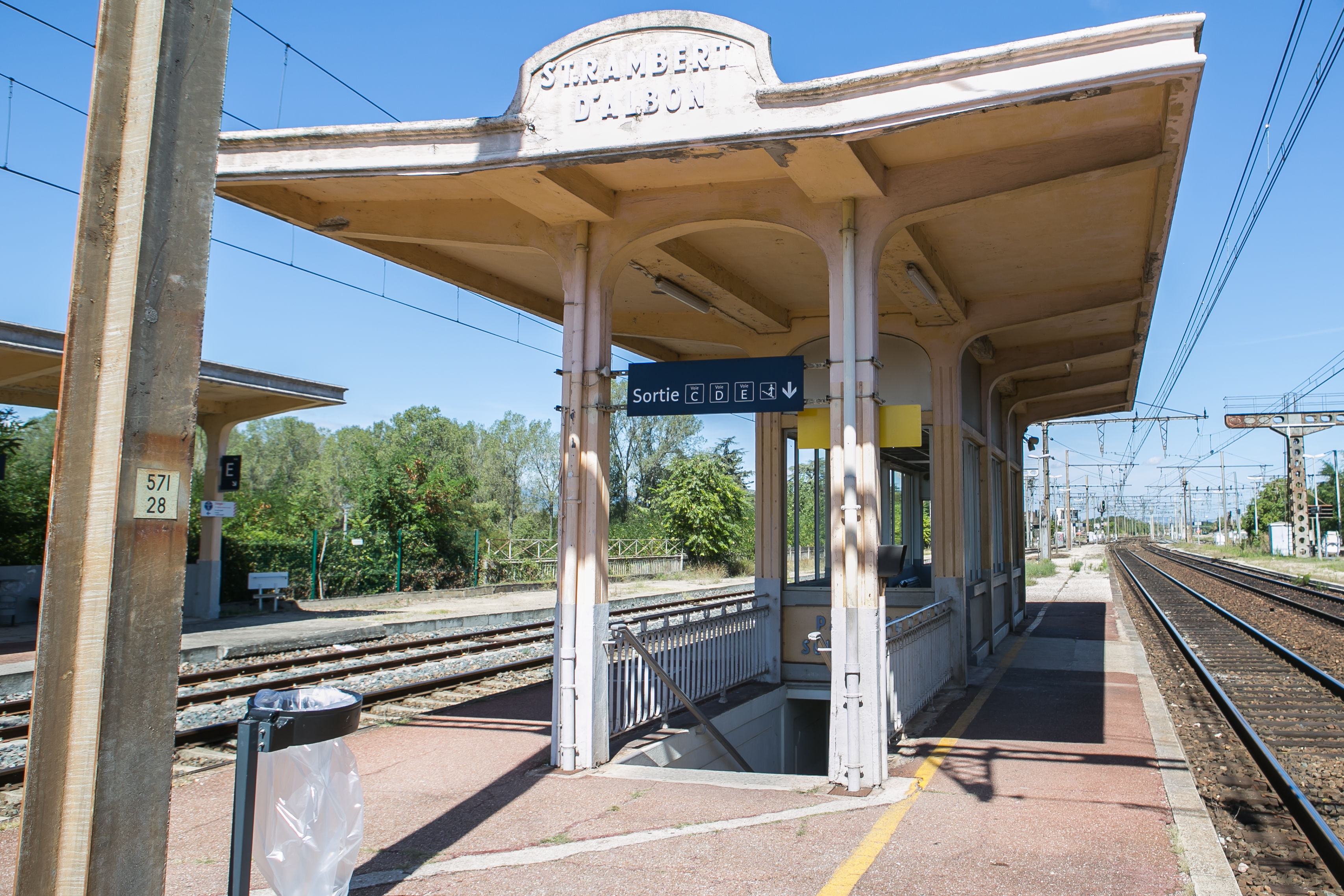
De gauche à droite : quai latéral de la voie E, voie E, voie A, quai central des voies A et B, voies B et C.

### Intermodalité

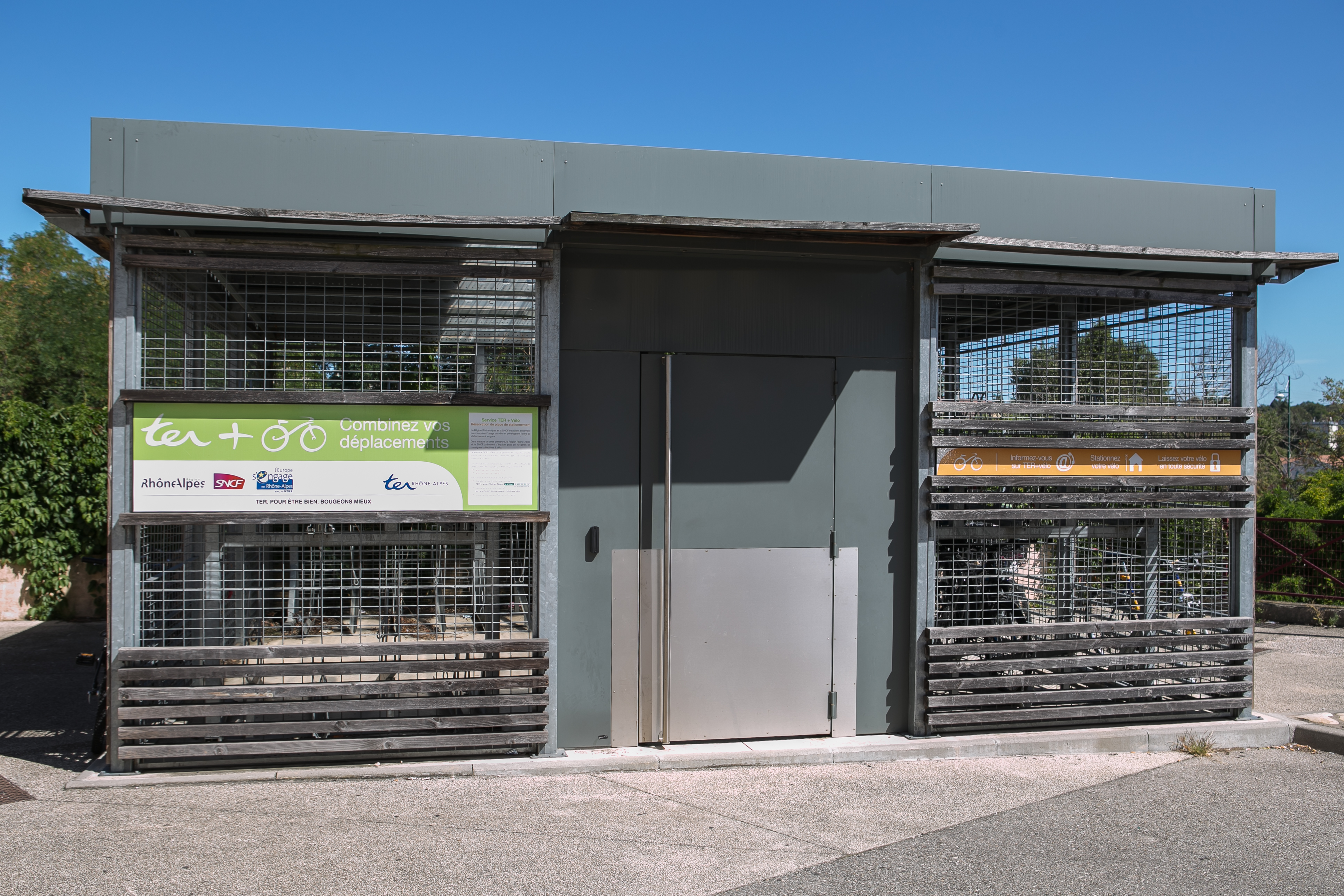
Le parc à vélos de la gare.

Un parc pour les vélos (48 places en consigne collective et des accroches vélos en libre accès) et un parking pour les véhicules y sont aménagés.
Un service de taxi TER permet des correspondances avec les communes d'Andance et Andancette (la gare d'Andancette est fermée).

## Service des marchandises
La gare est ouverte au service du fret (dont wagon isolé). Elle dessert aussi des installations terminales embranchées (ITE).